# 莉娜·拉里莎·史特拉爾
莉娜·拉里莎·史特拉爾 （德語：Lina Larissa Strahl；1997年12月15日—） ，通稱「莉娜」，是一位德國女演員和創作歌手，她知名於英國迪士尼頻道的電視劇《北極星旅舍》的法蘭琪（Frankie）一角而得名。此外，她也參與德國電影《碧比和緹娜2》的碧比·卜斯堡（Bibi Blocksberg）一角。

## 生平
莉娜出生於德國下薩克森州的塞爾策並在那裡長大，她居住在德國漢堡。

## 個人生活
莉娜目前與德國男演員提爾曼·珀茲根交往當中。

## 外部連結
- 莉娜·拉里莎·史特拉爾在互联网电影资料库（IMDb）上的資料（英文）
- 莉娜·拉里莎·史特拉爾的Instagram帳戶
- 莉娜·拉里莎·史特拉爾的Facebook專頁